# Эрзурумский конгресс

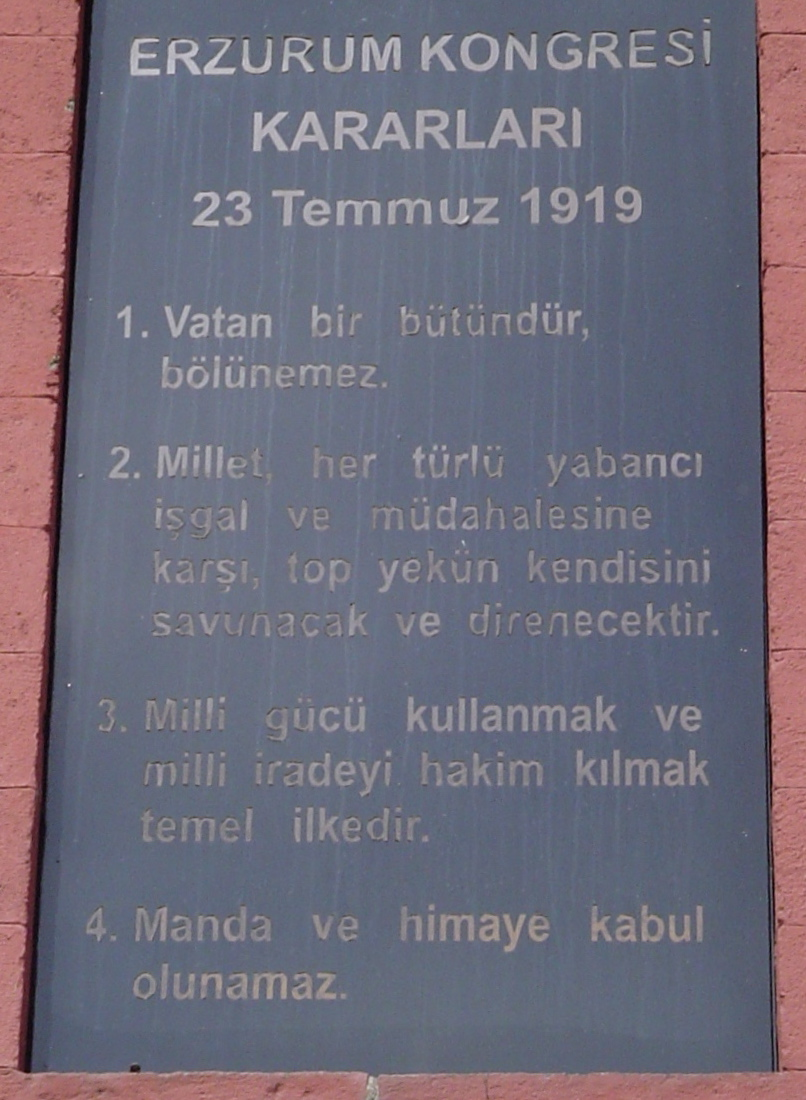
Памятная доска в Эрзуруме, воспроизводящая основные положения Эрзурумского конгресса:
1) Родина едина и не может быть разделена
2) Нация будет защищаться и сопротивляться любому иностранному вторжению и интервенции.
3) Основной принцип — всё делать силой народа и превыше всего ставить волю народа.
4) Мандат и чьё-либо покровительство не приемлемы.

Эрзурумский конгресс (тур. Erzurum Kongresi) — собрание деятелей Турецкого национального движения, проходившее с 23 июля по 4 августа 1919 года в городе Эрзурум на востоке Турции в соответствии с ранее изданным Амасийским циркуляром. На конгресс прибыли делегаты от шести восточных провинций (вилайетов) Османской империи, многие части которых в то время находились под оккупацией союзников. Конгресс сыграл основополагающую роль в деле формирования национальной идентичности современной Турции.

## Предыстория

### Мудросское перемирие
За несколько месяцев до окончания Первой мировой войны османское государство претерпело серьёзную реструктуризацию. Министры младотурецкого правительства, руководившие османским государством в период с 1913 по 1918 год, подали в отставку и вскоре после этого бежали из страны. Успешные военные действия союзников в Салониках представляли прямую угрозу османской столице Константинополю. Султан Мехмед VI назначил Ахмеда Иззета-пашу на должность великого визиря и поручил ему добиться перемирия с союзными державами и положить конец участию Османской империи в мировой войне. 30 октября 1918 года было подписано перемирие между османами в лице министра военно-морского флота Рауфа Бея и союзниками в лице британского адмирала Сомерсета Гоф-Калторпа. Оно положило конец участию Османской империи в войне и предписывало её силам оставить занимаемые позиции, хотя в полевых условиях все ещё оставалось около миллиона солдат, а небольшие бои в приграничных провинциях продолжались до ноября.

### Союзная оккупация
Победители в Первой мировой войне вскоре приступили к военной оккупации и разделу Османской империи, пограничные провинции которой в Аравии и Палестине уже находились под контролем британцев и французов. После подписания перемирия военные корабли союзников вошли в проливы у берегов Константинополя, чтобы взять под контроль Дарданеллы. В феврале 1919 года французский генерал Франше д’Эспере привёл в город греческие оккупационные силы. Малоазийская провинция Анталья была оккупирована итальянцами, а Киликия и вилайет Адана находились под контролем французских войск, наступавших из Сирии. К концу 1918 года уже начали формироваться региональные группы сопротивления, известные как Ассоциации защиты прав (тур. Mudafaai Hukuk).

### Греческая оккупация
Поворотный момент в истории Турецкого национального движения случился 14 мая 1919 года, когда греческие оккупационные войска высадились в городе Смирна в провинции Измир. В этом городе и его окрестностях проживала значительная греческая община. Греческие войска ясно дали понять о своих намерениях окончательно аннексировать провинцию Измир. Но они почти сразу столкнулись с протестами и ожесточённым сопротивлением со стороны турецкого населения, многие из которых приобрели стрелковое оружие из местных тайников. Новости о греческой оккупации быстро распространились по империи и разожгли недовольство турок действиями союзников.

### Мустафа Кемаль и турецкая война за независимость
Пока греческие войска пытались укрепить занятые ими позиции в Измире, молодой османский офицер по имени Мустафа Кемаль (впоследствии известный как Ататюрк) был назначен на должность инспектора восточных провинций. Ему было поручена миссия по поддержанию мира и порядка в провинциях, а также контроль за роспуском оставшихся османских полков. 19 мая Кемаль прибыл в черноморский портовый город Самсун. Вопреки приказам из Стамбула Мустафа Кемаль занялся организацией националистического турецкого движения сопротивления, полностью отделённое от османских властей в Константинополе, с намерением защитить территории Анатолии от вторжения иностранных держав. 28 июня помощник Верховного комиссара Великобритании в Константинополе контр-адмирал Ричард Уэбб написал сообщение сэру Ричарду Грэму о состоянии турецкого движения сопротивления в восточной части империи и разгорающемся греко-турецком конфликте:
Сейчас это стало всё очень серьёзно, и, конечно, всё это началось с оккупации Смирны греческими войсками... До момента их высадки в Смирне у нас всё шло довольно хорошо. Турки, конечно, доставляли нам немало хлопот, но мы постепенно избавлялись от плохих вали, мутессарифов и прочих, и я думаю, что мы могли бы очень хорошо ладить без каких-либо больших проблем до заключения мира... Но теперь всё совершенно изменилось. Греки и турки массово убивают друг друга в вилайете Айдин. Мустафа Кемаль активен в окрестностях Самсуна и пока отказывается подчиняться. Рауф-бей и ещё один или два человека становятся очень активными в Пандермии, и есть признаки, которые, похоже, указывают на то, что Военное министерство здесь, в Константинополе, служит организационным центром беспорядков

### Встреча в Амасье
В июне 1919 года Мустафа Кемаль провёл секретную встречу с несколькими видными турецкими государственными и военными деятелями, включая Али Фуата-пашу и Хусейна Рауфа (Рауфа Орбая) в городе Амасья. Участники встречи в Амасье по удалённой связи коммуницировали с турецким генералом Казымом Карабекиром-пашой, который в это время командовал 15-м армейским корпусом, дислоцированным в Эрзуруме. Встреча заложила идеологическую основу формирующегося Турецкого национального движения и последующего Эрзурумского конгресса. После встречи в Амасье Мустафа Кемаль направил телеграмму множеству турецких гражданских и военных деятелей, в которой изложил идеи, высказанные турецкими националистами в Амасье. Ниже приводится вступительное заявление этого документа, известного как Амасийский циркуляр:
- 1. Целостность страны и независимость нации в опасности.
- 2. Центральное правительство не в состоянии выполнять обязанности, за которые оно несёт ответственность. В результате нация может перестать существовать.
- 3. Только воля и решимость нации могут спасти её независимость[9].

Тем временем генерал Казим Карабекир начал рассылать приглашения на собрание турецких делегатов Восточной Анатолии, которое должно состояться в городе Эрзурум. Мустафа Кемаль отправился в Эрзурум, где занялся организацией встречи турецких делегатов. Стремясь избежать каких-либо обвинений в государственной измене или восстании против всё ещё законного Османского султаната, Кемаль подал в отставку со своего поста. Чтобы сохранить видимость законности, Кемаль заручился поддержкой Ассоциации защиты прав Восточной Анатолии, которая была основана в Эрзуруме в марте 1919 года и была юридически зарегистрирована и признана вилайетом Эрзурум.

## Проведение конгресса
23 июля 1919 года 56 делегатов от вилайетов Битлис, Эрзурум, Сивас, Трабзон и Ван собрались в Эрзуруме, откликнувшись на призыв Мустафы Кемаля и Казыма Карабекира. В первый день своей работы они избрали Мустафу Кемаля председателем конгресса. На этом собрании был принят целый ряд важных решений, определивших будущий ход Турецкой войны за независимость. В частности, было подтверждено желание провинций остаться в составе Османской империи, а не быть разделёнными союзниками. Кроме того, было принято решение отказаться от принятия какой-либо формы мандата для империи и предоставления христианам, таким как греки или армяне, каких-либо особых привилегий; а также сопротивляться любым таким мерам, если их попытаются осуществить. На конгрессе была сформулирована и первая версия Национального обета Турции (тур. Misak-ı Millî). Перед тем, как разойтись 17 августа, делегаты съезда избрали членов Представительного комитета (тур. heyet-i temsiliye) во главе с Мустафой Кемалем.
В период заседания конгресса генерал Казим Карабекир получил прямой приказ от султаната арестовать Кемаля и Рауфа и самому занять должность генерального инспектора восточных провинций вместо Мустафы Кемаля. Он отказался сделать это, бросив тем самым открытый вызов османскому правительству.
Конференция проходила в здании, в котором до геноцида армян, располагался лицей Санасарян, престижное учебное заведение и региональный центр армянской культуры и образования.

## Резолюции
Основными положениями принятых резолюций были следующие:
- Территориальная целостность и неделимость Родины должны быть защищены.
- Нация будет сопротивляться иностранной оккупации и интервенции.
- Будет сформировано временное правительство, если правительство в Константинополе не сможет сохранить независимость и единство нации.
- Цель движения состоит в том, чтобы объединить национальные силы в руководящий фактор и утвердить волю нации как суверенную власть.
- Нация не примет статус мандата или протектората.

## Последствия
За Эрзурумским конгрессом последовало похожее собрание в Сивасе, где присутствовали делегаты уже со всей империи. На Сивасском конгрессе идеи, представленные на съезде в Эрзуруме, были применены ко всей Анатолии и Румелии. Ассоциация защиты прав Восточной Анатолии была преобразована в Ассоциацию защиты прав Анатолии и Румелии. Конгресс в Эрзуруме был первым собранием турецких делегатов во время турецкой войны за независимость, который в итоге привёл к упразднению Османского султаната. Хотя на Сивасском конгрессе и была выражена поддержка султану, его участники ясно дали понять, что считают, что правительство и великий визирь в Стамбуле не в состоянии защитить права и территорию турецких граждан империи. Он задал тон конфликту как один из проявлений турецкого национализма и сыграл роль в определении новой турецкой национальной идентичности для зарождающейся Турецкой Республики .